# Jeseter krátkorypý
Jeseter krátkorypý (Acipenser brevirostrum) je malý a ohrožený druh jeseterovité ryby žijící v Severní Americe. Nejstarší pozůstatky tohoto druhu pocházejí z pozdní křídy. Tato dlouhověká ryba hledá potravu při dně a většinu života, mimo dobu tření, tráví na dolních tocích řek, v deltách a v estuárech. Občas jsou zástupci tohoto druhu zaměňováni za nedospělé jesetery ostrorypé kvůli fyzické podobě a malé velikosti. Oproti jeseteru ostrorypému má tento druh také menší a kulatější hlavu.

## Výskyt
V minulosti se tato ryba vyskytovala na celém východním pobřeží Severní Ameriky od Nového Brunšviku v Kanadě až po Floridu. V současnosti se populace těchto jeseterů vyskytuje pouze fragmentovaně na 41 místech podél celého východního pobřeží. K rozmnožování dochází prokazatelně například v řece Saint John nebo Zálivu Fundy.

## Popis
Jeseter krátkorypý je nejmenší ze tří severoamerických jeseterů. Válcovité tělo vepředu přechází do, oproti jeseteru ostrorypému, relativně krátké hlavy s krátkým rypcem. Rypec mladších jedinců je delší oproti jedincům starším. Tělo je protáhlé a chrupavčité s jedinými kostmi v oblastech hlavy, čelisti a hrudního pásu. Tito jeseteři mají také holou kůží a tělo pokryté podélnou řadou kostnatých štítků.
Živí se malými mlži, plži, mnohoštětinatci, rybami žijícími u dna a různonožci.

## Chování
Vajíčka jsou kladena na horních tocích řek a jak jedinec roste, přesouvá se po proudu blíže k moři. Samci se mohou dožít až 30 let, samice až 70. Doba dosažení sexuální dospělosti se liší dle teploty vody, ve které jedinci žijí. V nejteplejších místech výskytu samci dosahují sexuální dospělosti ve 2-3 letech a samice v 6 letech věku. V nejstudenějších řekách, kde se tato ryba vyskytuje, je to pak 10 – 14 let věku pro samce, respektive 17 let věku v případě samic. Samci se mohou rozmnožovat každý rok nebo každý druhý rok a jen velice zřídka se dožívají více než 30 let. Samice se většinou rozmnožují každých 3 – 5 let, kdy kladou mezi 40 tisíci až 200 tisíci vajíček.

## Hlavní hrozby a ochrana druhu
Indiáni lovili tuto rybu minimálně již před 4000 lety. Lov pro maso a jikry od indiánů převzali již i první evropští osadníci. V 19. století začalo docházet k industrializaci lovu a ke stále většímu počtu ulovených ryb. To již v pozdním 19. století a na začátku 20. století vedlo k významnému úbytku stavů kvůli nadměrnému rybolovu. Roku 1890 bylo uloveno 7 milionů liber (zhruba 3 175 146 kg) ryb. Roku 1920 pak činil roční úlovek pouhých 23 tisíc liber (zhruba 10 432 kg). Roku 1967 byl tento druh zařazen vládou Spojených států na seznam ohrožených druhů. Mezinárodní svaz ochrany přírody (IUCN) klasifikuje tohoto jesetera jakožto zranitelný druh.
Přestože v estuáru řeky Delaware dnes žije zhruba 12000 exemplářů, populace je stále ohrožena především důsledky lidské činnosti. Některé chemikálie přítomné ve vodě této řeky prokazatelně negativně ovlivňují reprodukci a vývoj nejen těchto jeseterů, ale i mnoha dalších druhů ryb. Významné zastoupení průmyslu a intenzivní lidská činnost v těsné blízkosti řeky po celém jejím toku také představují významné riziko omezující přirozenou schopnost migrace na horní tok řeky za účelem výtěru.
Organizované snahy o zachování druhu vedou k odstraňování nepotřebných či zastaralých přehrad a jezů, umělé odchovy, vzdělávání veřejnosti atd.